# أوتيس واو جلين
أوتيس واو جلين (بالإنجليزية: Otis F. Glenn)‏ (و. 1879 – 1959 م) هو سياسي، محام من الولايات المتحدة الأمريكية ولد في ماتون.
تولى منصب عضو مجلس الشيوخ الأمريكي .